# Monrepos (Vyborg)

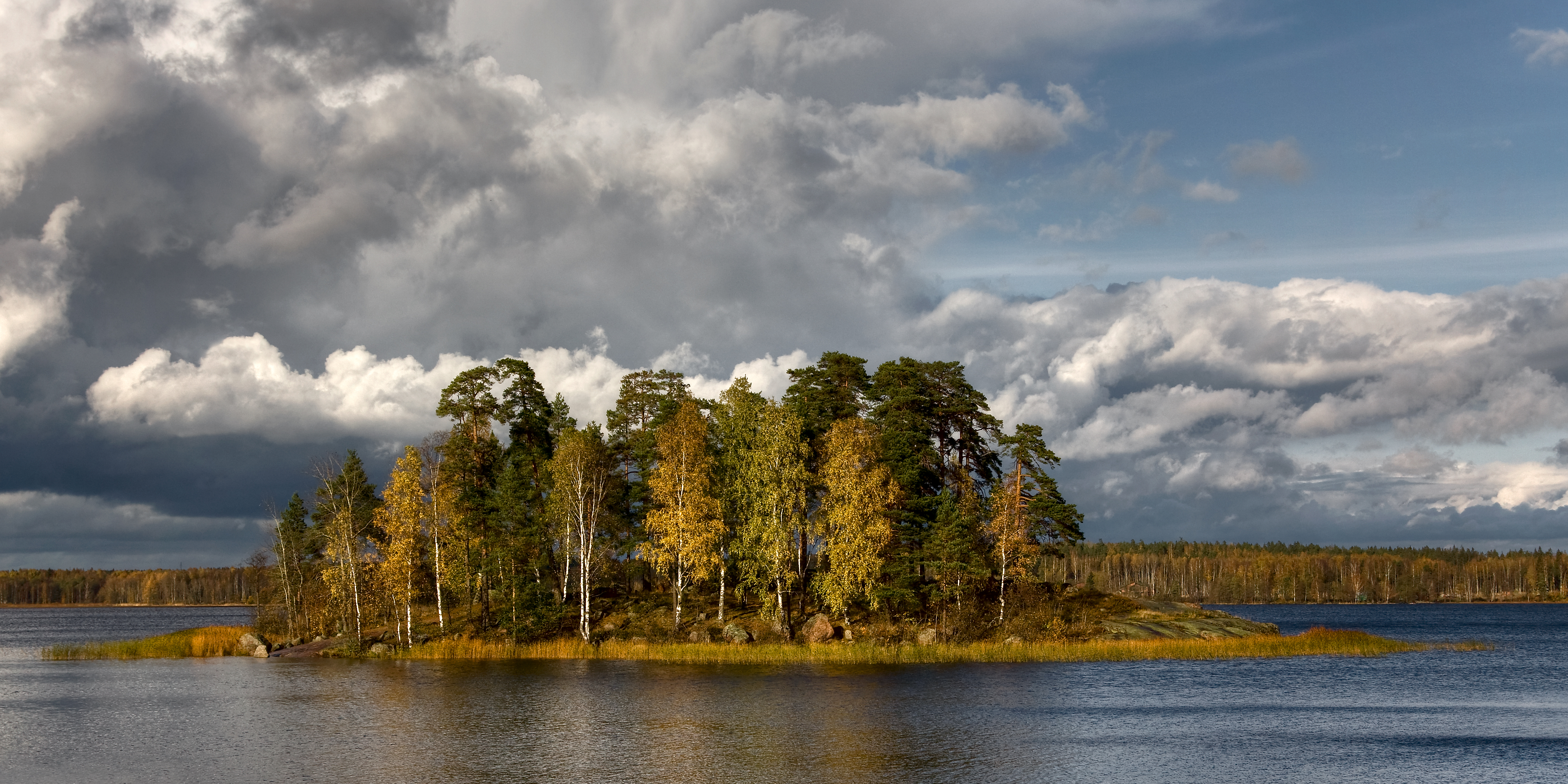
Monrepos

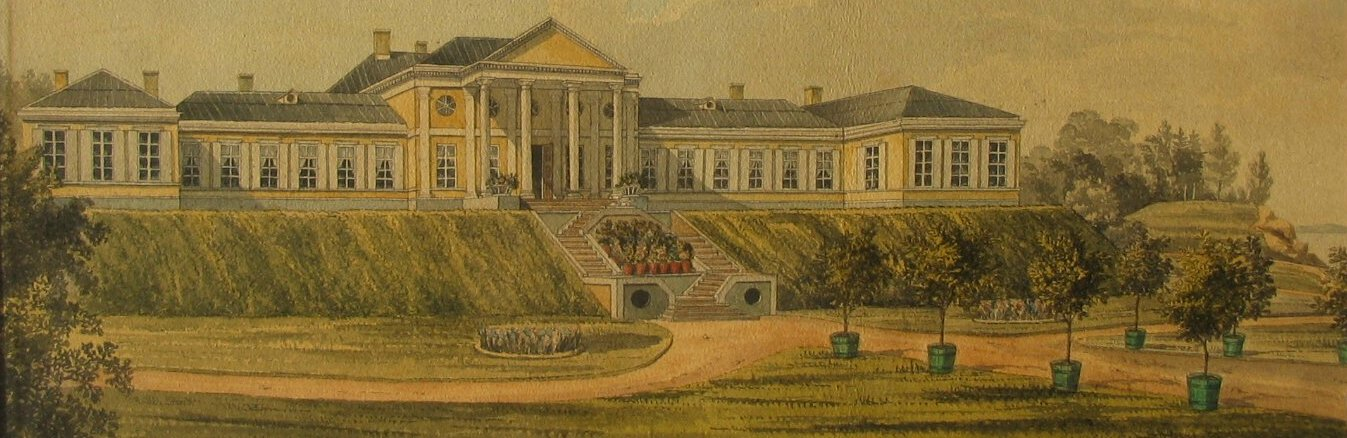
Het landhuis rond 1830

Monrepos of Mon Repos (Russisch: Монрепо; Monrepo) is een landschapspark in Engelse stijl in de stad Vyborg (Rusland).
Mon Repos betekent "Mijn rustplaats" in het Frans. Het landschapspark is gelegen langs de kustlijn van de Zasjtsjitnaja-inham van de Baai van Vyborg in de na de Tweede Wereldoorlog door Finland aan Rusland overgedragen streek Karelië. Het park bevindt zich ca. 35 km van de grens met Finland en ongeveer 80 km ten westen van Sint-Petersburg.

## Karakteristieken
Monrepos heeft een landoppervlakte van ongeveer 180 hectare.
Het is een in Romantische stijl aangelegd landschaps-rotsenpark en vormt een monumentaal voorbeeld van tuinkunst.
Onder de ontwerpers van het park waren de architecten D. Martinelli, Auguste de Montferran, A. Sjtakensjnejder en Tsj.Tetam en de kunstenaars Ja. Mattenleiter en P. Gonzago.
Het parkgebied kenmerkt zich door zijn speciale fysische en geografische elementen, zoals het naar Vyborg genaamde oude Vyborgiet-graniet en glaciale formaties welke tot 20 meter hoog zijn. Qua flora kan men in dit natuurreservaat 50 verschillende plantensoorten vinden, waaronder een aantal zeldzame soorten. De fauna is eveneens zeer divers, aangezien men in het park zeer veel verschillende soorten vogels en andere dieren aantreft.
Het historische centrum van het museumcomplex is het landhuis uit de vroege 19e eeuw. Het bestaat uit het hoofdgebouw en het bibliotheekgebouw, beide monumenten in klassieke architectuur met hout.

## Geschiedenis
Het park en gebied van het huidige Monrepos stonden tot in de 18e eeuw bekend als de Lill-Ladugård. Rond 1750 vernoemde men het landgoed naar de familie Von Stupish en raakte het bekend als het landgoed van Charlotte von Stupish van Charlottendahl. In deze periode kreeg het park het uitzicht van een landschapstuin. Het park was vervolgens in bezit van de gouverneur van Vyborg, Friedrich Wilhelm Karl Prinz von Württemberg, de latere koning Friedrich I van Württemberg. Aan hem schrijft men ook de naamgeving van het landgoed toe.
In 1788 kocht de Duitse baron Ludwig Heinrich von Nicolay het landgoed en kreeg het zijn huidige vorm als landschapspark. De familie Von Nicolay richtte het park in naar een plan van J.A. Martinelli en volgens eigen ideeën. "Monrepos" bleef eigendom van de familie van de baron tot 1943. Na de Tweede Wereldoorlog werd het park als deel van Karelië grondgebied van de Sovjet-Unie. Gedurende de Sovjettijd heette het "Park Kalinina". In 1988 veranderde de naam terug naar de oorspronkelijke naam, "Monrepos Park".
Het landhuis is tegenwoordig het enige nog bestaande uit hout opgetrokken klassieke gebouw in de gehele regio van Sint-Petersburg. Het is daarmee vergelijkbaar met de Stiftsgården in het Noorse Trondheim.
Monrepos heeft in de Tweede Wereldoorlog zeer geleden, maar er zijn voortdurend restauraties. De bibliotheek, kunstwerken en manuscripten bevinden zich thans door schenkingen en acquisities grotendeels in het bezit van de Universiteit en Museum van Helsinki. Mede dankzij de Finse stichting "Pro Monrepos" zijn vele zaken in het park gerestaureerd.

## Muistatko Monrepos'n
In de film "Mies vailla menneisyyttä" ("The Man Without a Past") uit 2002 van de Finse regisseur Aki Kaurismäki bezingt de in Finland legendarische zangeres Annikki Tähti het landgoed Mon Repos in de nostalgische wals Muistatko Monrepos'n (Herinner Monrepos). De eveneens door Annikki Tähti gezongen oorspronkelijke versie uit 1954 werd de eerste gouden plaat ooit in Finland. Het nostalgische lied leidde indertijd in Finland tot een golf van heimwee naar Karelië, dat na de Tweede Wereldoorlog grotendeels naar de toenmalige Sovjet-Unie was gegaan.